# IC 874
IC 874 ist eine linsenförmige Galaxie vom Hubble-Typ SB0 im Sternbild Hydra südlich des Himmelsäquators. Sie ist schätzungsweise 98 Millionen Lichtjahre von der Milchstraße entfernt und hat einen Durchmesser von etwa 40.000 Lichtjahren.
Im selben Himmelsareal befinden sich u. a. die Galaxien NGC 5061, NGC 5078, NGC 5101, IC 879.
Das Objekt wurde am 14. März 1888 vom US-amerikanischen Astronomen Frank Muller entdeckt.